# Gerichtsträger
Gerichtsträger ist die juristische Person, der ein Gericht organisatorisch zugeordnet ist. Bei (Verwaltungs-)Behörden entspricht der Begriff demjenigen des Verwaltungsträgers.
Gerichtsträger sind
- in Deutschland: Bund (Bundesgerichte) und Länder (Landesgerichte),
- in Österreich: bei den Höchstgerichten (Verfassungsgerichtshof, Oberster Gerichtshof, Verwaltungsgerichtshof) sowie in der übrigen ordentlichen Gerichtsbarkeit nur der Bund, in der übrigen Verwaltungsgerichtsbarkeit Bund (Bundesverwaltungsgericht, Bundesfinanzgericht) und Länder,
- in der Schweiz: Bund (Bundesgericht sowie weitere richterliche Behörden des Bundes) und Kantone (kantonale Gerichte), siehe Politisches System der Schweiz#Judikative.

Träger internationaler Gerichte sind mehrere Staaten und/oder internationale Organisationen.